# Поспеловский, Дмитрий Владимирович
Дми́трий Влади́мирович Поспело́вский (англ. Dimitry Pospielovsky; 13 января 1935, село Рясники, Польская Республика — 12 сентября 2014, Маунт-Хоуп, Хамильтон) — канадский историк, публицист, экономист и советолог русского происхождения. Правнук известного педагога Константина Дмитриевича Ушинского.

## Биография
Родился 13 января 1935 года в селе Рясники в имении своего деда Константина Константиновича Ушинского (ныне Ровенская область Украины). Тогда эти территории входили в состав Польши.
Во время Второй мировой войны в 1944 году вместе с семьёй уехал на Запад, после 1945 года жил в Западной Германии, учился в русской школе.
Переехав в Канаду в 1953 году окончил среднюю школу в Монреале. Изучал политологию и экономику в университете Конкордия в Монреале, который окончил в 1957 году.
В 1961 году получил учёную степень магистра в Университете города Лондон (провинция Онтарио, Канада). В 1967 год получил учёную степень доктора в Лондонской школе экономических и политических наук.
В 1953—1996 годы — член Народно-трудового союза (НТС). В 1957—1959 году работал в системе НТС, в том числе на радиостанции «Свободная Россия», располагавшейся на территории ФРГ и осуществлявшей вещание на СССР. В 1959—1967 работал на радиостанции BBC в Великобритании, в 1967—1969 — в Гуверовском институте войны, революции и мира при Стэнфордском университете в городе Пало-Альто (США). В 1969—1972 года руководил отделением Исследовательской секции радио «Свобода».
В 1972—1997 годы преподавал русскую историю в Университете Западного Онтарио в Лондоне (Онтарио). Также работал в Русском исследовательском центре Гарвардского университета. С 1997 года — на пенсии, заслуженный профессор Университета Западного Онтарио.
Был одним из основателей православного прихода Преображения Господня в Лондоне (провинция Онтарио, Канада) в юрисдикции Православной церкви в Америке. В интервью, опубликованном в 1999 году, сообщил, что принадлежит к канадскому приходу Антиохийского патриархата.
В 1988 году впервые смог приехать в Россию в составе американской делегации на Поместный Собор, проводившийся в связи с 1000-летием крещения Руси.
С начала 1990-х годов читал курсы лекций по церковной истории в различных российских и белорусских учебных заведениях, в том числе в Библейско-Богословском институте св. апостола Андрея в Москве, в Православном университете им. св. апостола Иоанна Богослова в Москве, в Смоленской и Минской духовных семинариях. Вошёл в состав попечительского совета Свято-Филаретовского православно-христианского института.
Автор публикаций в журналах «Грани», «Посев», газете «Русская мысль», других изданиях русского зарубежья. Специализируется на истории Православной церкви, самой известной его работой является монография «Русская Православная Церковь в XX веке» (1995). В 2003 году опубликовал труд «Тоталитаризм и вероисповедание», в котором проанализировал природу тоталитарных режимов (на примерах истории СССР, Китая, Северной Кореи, других стран) и их антицерковную деятельность.
Скончался 12 сентября 2014 года в местечке Маунт-Хоуп (Канада) на 80-м году жизни.

## Взгляды на церковные проблемы
Решительный критик различных форм тоталитаризма (считая его не только античеловеческим, но и богоборческим соблазном), в том числе и в церковной жизни:

Даже в Церкви мы часто видим заимствование коллективистско-тоталитаристских моделей, особенно в странах, недавно освободившихся от тоталитарных государственных систем, в частности, в современной России и её Православной церкви. Нередко священнослужители, иерархи и особенно монашеские старцы (вернее, псевдостарцы) требуют от своих пасомых полного и беспрекословного подчинения и исполнения любого своего распоряжения, считая себя обладателями истины в последней инстанции, забывая, что полнота истины открыта только Господу Богу. Человеку же доступно лишь относительное познание истины. Затем следует помнить, что авторитет Христа был авторитетом любви, а не указа, приказа. Так и дисциплина Церкви должна быть дисциплиной любви и терпимости.

Считал, что в Русской православной церкви необходимо изменение богослужебного устава, сокращение продолжительности богослужений при использовании греческого опыта:

В Русской церкви до сих пор нет приходского богослужебного устава. Мы служим по монастырскому уставу. А монастырь рассчитан на 8 часов богослужения в сутки. И естественно, что на приходах каждый священник «режет» службу по-своему. Более образованный сохраняет наиболее важные места, менее образованный — те места, где можно больше попеть, или что-нибудь такое прокричать, или то, что побольше приносит дохода. У греков существует приходской устав, который совершенно иной, чем монастырский, и службы у них длятся: литургия — час—час пятнадцать, вечерня — сорок пять минут. Ну, изредка — обычно в Великом посту — служат всенощную, но тогда она действительно длится почти всю ночь. Обычно в субботу служится только краткая вечерня, а утреня — не более одного часа — служится перед литургией.

## Труды
статьи
- К избранию Патриарха Пимена // Вестник РХСД. 1971. — № 1 (99). — С. 37-41
- Обращение к епископам Всероссийского Собора // Вестник РХСД. 1971. — № 1 (99). — С. 42-43
- Митрополит Никодим и его время // Посев. 1979. — № 2. — С. 21—26.
- Россия в эпоху реформ: Сборник статей под ред. В. Желягина и Н. Рутыча // Грани, 1982. — Вып. 125.
- Некоторые вопросы отношений Церкви, государства и общества в дореволюционной России // Грани, 1983. — Вып. 128.
- Размышления над работой М. Фешбаха // Грани, 1983. — Вып. 129. — С. 248—256.
- Размышления над книгой // Грани, 1987. — № 143. — С. 167—191
- Отец Александр Шмеман — новый апостол Америки, пастырь, человек // Вестник русского христианского движения. — 1987. — № 149 — С. 67—80
- Подвиг веры в атеистическом государстве // Грани. № 147. 1988. — С. 227—265.
  - Подвиг веры в атеистическом государстве // Страницы русской зарубежной печати. 1988 / сост. М. В. Назаров. — Мюнхен: Страницы; М., 1990. — 448 с. — С. 63—82
  - Подвиг веры в атеистическом государстве // Русское зарубежье в год тысячелетия крещения Руси: сборник. — М. : Столица, 1991. — 464 с. — С. 68-89
- Митрополит Сергий и расколы справа // Вестник русского христианского движения. — Париж. — Нью-Йорк — Москва. — 1990. — № 1 (158) — C. 53-81
- Письмо в редакцию // Вестник русского христианского движения. — Париж. — Нью-Йорк — Москва. — 1990. — № 1 (158). — С. 301—302
- Русская Православная Церковь сегодня и новый Патриарх // «Вестник русского христианского движения». — Париж — Нью-Йорк — Москва. — 1990. — № 159. — С. 211—228
  - Русская православная церковь сегодня и новый патриарх : Отрывок из статьи // Златоуст: духовно-просветительский журнал. 1992. — № 1. — 306—370
- Из истории русского церковного зарубежья (Лекции, прочит. в 1991 г. в ЛДА, МДА, Костромской ДС) // Церковь и время. — 1991. — № 1. — С. 19-64; № 2 — С. 53-71.
- Слово после литургии во Владимирском соборе б. Сретенского монастыря 30 июня 1991 года // Православная община. — № 20.
- Пресс-конференция депутатов Верховного Совета России священника Глеба Якунина о мирянина Пономарёва 20 марта 1992 г. и «круглый стол» 22 марта // Вестник русского христианского движения. — 1992. — № 1. — С. 259—274
- Письмо в редакцию // Вестник русского христианского движения. — 1992. — № 2 (165) — С. 307—308
- От патриарха Тихона к митр. (патриарху) Сергию: преемственность или предательство? (Доклад на конференции «Церковь и советская власть в 20-30-х гг.» Санкт-Петербург, май 1992 г.) // Церковь и время. — 1992. — № 3. — С. 43-60.
- Обновленчество. Переосмысление течения в свете архивных документов // «Вестник русского христианского движения». — Париж — Нью-Йорк — Москва. — № 168. — 1993. — С. 197—227
- Православным людям о Зарубежной церкви // «Вестник русского христианского движения». — Париж — Нью-Йорк — Москва. — № 168. — 1993. — С. 228—242
- Vom Patriarchen Tichon zum Metropoliten (Patriarchen) Sergij: Sukzession oder Verrat // Kirche im Osten. — 1993. — Bd. 36. — S. 84-103
- Роль русского зарубежья в распространении Православия // Альфа и Омега. — 1994. — № 1. — С. 73-81.
  - Роль русского зарубежья в распространении православия // Поиски единства: Проблема религиозного диалога в прошлом и настоящем. — М.: Библейско-богословский институт. — 1997. — С. 70-76
- Опасные симптомы в современном русском православии // Сегодня. — 1994. — № 28 (12 февраля). — С. 11.
- Некоторые проблемы современной Русской православной церкви // Вестник русского христианского движения. — Париж; Нью-Йорк; М., 1995. — № 172. — С. 198—231.
- Вопрос о канонизации Николая II и Александры Федоровны // Вестник русского христианского движения. 1997. — № 2—3 (176). — С. 243—255
- Профессор протоиерей Василий Виноградов о патриархе Тихоне // Церковно-исторический вестник. — М. : Общество любителей церковной истории, 1998. — № 1. — С. 3-5
- Христианский патриотизм и мракобесы от православия // Вестник русского христианского движения. 1998. — № 179 (V—VI). — С. 151—181
- Церковное обновление, обновленчество и патриарх Тихон // Церковь и время. — 1999. — № 2. — С. 59-298.
- Относительно мемуаров покойного отца Олега Болдырева // Церковно-исторический вестник. — М. : Общество любителей церковной истории, 1999. — № 4-5 — С.158-159
- Штрих-код как образ врага. // НГ-Религии, 22 марта 2000
- «Осень святой Руси». Сталин и Церковь: «Конкордат 1943 г.» и жизнь Церкви. // Церковно-исторический вестник. — М., 2000. — № 6/7. — С. 209—228.
  - Сталин и Церковь. «Конкордат» 1943 г. и жизнь Церкви (В свете архивных документов) // Континент. 2000. — № 1 (103). — С. 220—239
  - Сталин и Церковь: «конкордат» 1943 года и жизнь Церкви (В свете архивных документов) // Континент: литературный, публицистический и религиозный журнал: Избранное. — Т. 3: № 149, 2011, № 3: Июль-сентябрь : Религия. Гнозис. — 2011. — 911 с. — С. 480—494
- Размышления над книгой (Рецензия на книгу протоиерея В. Цыпина «История Русской Церкви (1917—1997)») // Церковно-исторический вестник. — М., 2000. — № 6/7. — С. 231—237.
- Какой ценой? Летопись прихода, который никогда не закрывался // Церковь и время: научно-богословский и церковно-общественный журнал. 2002. — N 4 (21). — С. 104—122
  - Какой ценой? Летопись прихода, который никогда не закрывался // Вестник русского христианского движения. — 2005. — № 1 (189). — С. 189—209
- О миссии русской эмиграции // Духовные движения в народе Божием: История и современность: Материалы международной богословской конференции (Москва, 2-4 октября 2002 г.). — М.: Свято-Филаретовский православно-христианский институт. — 2003. — С. 360—371
- На пути к соборности // Континент. — 2004. — № 121. — С. 280—291
- Ересь языкопоклонства // Миссия: альманах / ред., сост. О. Полюнов. — Саратов : Библейско-богословский просветительский центр, 2005. — 217 с. — С. 155—167
- Ретроспектива жизни Русской православной церкви постсоветского 15-летия // О мирном и непримиримом противостоянии злу в церкви и обществе: Материалы международной богословской конференции (Москва, 28-30 сентября 2005 г.). — М. : Свято-Филаретовский православно-христианский институт, 2007. — 464 с. — С. 277—287
- Русская Православная Церковь в XX веке : (фрагмент) // Патриарх Сергий (Страгородский): pro et contra: антология / Русская христианская гуманитарная академия; сост., авт. предисл. С. Л. Фирсов. — СПб. : РХГА, 2017. — 669 с. — С. 501—524
- Память и время (История семьи Ушинских — Поспеловских) [Воспоминания. Ч. 1] // Церковно-исторический вестник № 33/23. — М. 2015—2016. — С. 72 — 293

книги
- Russian Police Trade Unionism: Experiment or Provocation. — London, 1971.
- The Resurgence of Russian Nationalism in Samizdat. — London; Reading, 1973.
- The Russian Сhurch under the Soviet Regime, 1917—1982: In 2 vols. — Crestwood (N. Y.), 1984.
- На путях к рабочему праву. — Frankfurt/M.: Посев, 1987. — 240 с.
- A History of Soviet Atheism in Theory and Practice, and the Believer: In 3 vols. — London, 1987—1988.
- Histoire de l’Église russe (1995) совместно с Никитой Струве и о. Владимиром Зелинским
- Православная Церковь в истории Руси, России и СССР: учебное пособие. — М. : Библейско-богословский институт св. апостола Андрея, 1996. — 408 с.
- Русская Православная Церковь в XX веке: учебное пособие. — М. : Республика, 1995. — 511 с. — ISBN 5-250-02501-3
  - Русская Православная Церковь в XX веке: учебное пособие. — М. : Директ-Медиа, 2008. — 511 с.
  - Английский перевод — The Orthodox Church in the History of Russia. — Crestwood, 1998).
- L’autunno della Santa Russia (1999) изд. католическим монастырем в Бозе, Италия
- Тоталитаризм и вероисповедание. — М., 2003.
- Какой ценой?: Приходская летопись храма, который никогда не закрывался. — М. : Об-во любителей церковной истории, 2003. — 176 с.
- Тоталитаризм и вероисповедание: учебное пособие. — М. : ББИ св. ап. Андрея, 2003. — 655 с. — (История Церкви).

прочее
- Взгляд на Русскую православную церковь со стороны : Беседа с Д. В. Поспеловским // Православная община. — 1991. — № 5 — С. 30—32
- Слово Д. В. Поспеловского // Православная община. — 1994. — № 20. — С. 20-21
- Письмо проф. Д. Поспеловского Патриарху Алексию II // Вестник русского христианского движения. — 1998. — № 1—3 (177). — С. 262—265
- Два письма Патриарху Московскому и всея Руси Алексию II // Континент: литературный, публицистический и религиозный журнал. — 1998. — № 2 (96) — С. 391—395
- Нам до́лжно брать на себя риск : Интервью; беседовал Д. С. Гасак // Православная община. 1999. — № 53. — С. 37-54
- Нигде так много не говорят о Боге, как в России // Верить — значит идти: сборник интервью / С. Н. Лойченко. — Архангельск : Издательский дом «Анзер» : ОАО "ИПП «Правда Севера», 2010. — 240 с. — ISBN 978-5-85879-544-5 — С. 10-17